# لا ليغا+
لا ليغا+ عبارة عن منصة للبث عبر الإنترنت تقدم، بشكل عام، مسابقات رياضية إسبانية مباشرة من خلال أجهزة متعددة. تم إنشاؤه من قبل رابطة الدوري الإسباني في عام 2019.

## التطوير
من خلال خدمة أو تي تي ، وهي خدمة قياسية لبث قنوات الأفلام والمسلسلات، أنشأت لا ليغا منصة تلفزيون وفيديو على الإنترنت تقدم جميع أنواع المسابقات الرياضية الإسبانية مباشرة، بالإضافة إلى العديد من المسابقات الدولية. وهو يوفر تغطية واسعة للرياضات الأخرى غير كرة القدم، سواء المباشرة أو حسب الطلب، ويتيح للمستخدمين تخصيص المحتوى لأجهزة مختلفة مثل الأجهزة اللوحية والهواتف المحمولة وأجهزة الكمبيوتر وأجهزة التلفزيون الذكية.
من خلال هذه المنصة، تساهم لا ليغا في التطوير السمعي والبصري للرياضات الأخرى غير كرة القدم، تنفيذًا لالتزامها الذي تم إنشاؤه عام 2015 في إطار مشروع لا ليغا سبورتس، كوسيلة لدعم الرياضات الإسبانية الأخرى وتحفيز صناعة الرياضة بشكل عام. ومن خلال القناة، تستطيع الاتحادات الرياضية الإسبانية إنشاء منصة خاصة بها يمكنها من خلالها التواصل مع مشجعيها والتأكد من تفضيلاتهم وعاداتهم الاستهلاكية فيما يتعلق بهذه الرياضات، وبذلك يسمح لهم بتصميم استراتيجيات التسويق والرعاية الخاصة بهم. البيانات التي تم جمعها نتيجة لهذه التفاعلات تسهل توصية المحتوى بشكل أكثر تخصيصًا للمستخدمين.
توفر لا ليغا سبورتس تي في دفعة قوية لكل من الرياضات التي لا تتمتع بأغلبية كبيرة والرياضيين فيها، الذين يكونون أكثر تحفيزًا عندما يتمكن المشجعون من متابعة بطولاتهم ومسابقاتهم على المنصات السمعية والبصرية.
ومن خلال القناة، تتمتع الرياضة الإسبانية ببنية تحتية تكنولوجية وسمعية وبصرية مبتكرة، مما يجعلها أول دوري أوروبي كبير يطور خدمة أو تي تي الخاصة به. يمكن الوصول إلى منصة أو تي تي مباشرة من خلال أجهزة التلفاز الذكية مثل سامسونج وإل جي وأندرويد تي في ، بالإضافة إلى السماح بالوصول المجاني والمباشر من أورنج تي في. يمكّن النظام البيئي الرقمي أي مستخدم من الوصول إلى منتجات لا ليغا الرقمية الأخرى.
تعد المنصة، التي بدأت البث في مارس 2019، مبادرة مبتكرة تستهدف تنمية وتطوير قنوات الإنترنت التي يمكن أن تشغل 50٪ من حصة السوق بحلول عام 2026 والتي شهدت تعزيز تنفيذها بسبب جائحة كوفيد-19.

## محتوى مجاني ومدفوع الرسوم
يمكن للمستخدمين الوصول إلى البث المباشر لأغلبية كبيرة من المسابقات الرياضية الإسبانية مجانًا.
على الرغم من أن القناة تهدف إلى تقديم مسابقات رياضية بعيدًا عن الرياضات الأكثر شعبية، فمن الممكن أيضًا الوصول إلى ملخصات لمباريات الدوري الإسباني والدوري الإسباني الدرجة الثانية ، بالإضافة إلى البرامج المختلفة والعروض الخاصة التي تكون كرة القدم هي البطل فيها.
قامت فرق الدوري الإسباني والدوري الإسباني الدرجة الثانية تدريجيًا بإنشاء قنوات حصرية على لا ليغا سبورتس تي في ، مثل قادش أو أوساسونا أو ريال مايوركا .

## أكثر من 30 رياضة مختلفة
بعد تنزيل التطبيق على الأجهزة المتاحة، يمكن للمستخدمين مشاهدة المسابقات التالية مباشرة: دوري الدرجة الأولى لكرة القدم للسيدات؛ الدوري الوطني لكرة الصالات (LNFS)، ودوري أسوبال لكرة اليد، ودوري LEB الذهبي لكرة السلة، من بين آخرين.
بالإضافة إلى البطولات الإسبانية، يمكن مشاهدة المسابقات الدولية مثل دوري أبطال آسيا ، الدوري الروسي الممتاز أو جولة كرة السلة العالمية FIBA 3x3 . تمتلك معظم الألعاب الرياضية قنواتها الحصرية على المنصة. هذا هو الحال في ألعاب القوى، والرقص الرياضي، وكرة السلة، وكرة اليد، والملاكمة، والرياضات الإلكترونية، وكرة القدم، وكرة الصالات، والجولف، ورفع الأثقال، والهوكي الميداني، والكاراتيه، والجبال والتسلق، والإبحار، والبيلوتا، والكرة الحديدية، وركوب الأمواج، والتنس، والترياتلون، والكرة الطائرة. ، من بين العديد من المسابقات والرياضات الأخرى.

## محتوى كرة القدم حسب الطلب[9]

### أمم الليغا
سلسلة من 10 حلقات تحلل تأثير اللاعبين من جميع أنحاء العالم على الليغا.

### أندية الليغا
مسلسل من 6 حلقات يكشف تفاصيل أندية لاليغا سانتاندر. مستندات الليغا

### 90 عاما من القصص
13 برنامجا ، يضم كل منها نجم كرة قدم بارز ، من ليونيل ميسي إلى باكو خينتو ودييغو رودريغيز ، مما يوفر نظرة عن قرب وشخصية على هؤلاء الأساطير الرياضية والأرقام القياسية التي حققوها.

### أرشيف الليغا
يمكن الوصول إلى ما مجموعه 24 برنامجا مع تقارير عن الشخصيات أو الأحداث أو المآثر التاريخية لكرة القدم الإسبانية على مدار أكثر من 90 عاما من الدوري الإسباني.

### ملخصات تاريخية
ملخصات مدتها 12 دقيقة لمباريات مختلفة في الليغا منذ موسم 1998-1999.

### مباريات تاريخية
مباريات كاملة في الليغا منذ موسم 1998-1999.

### لا بيليكولا ديل كلاسيكو
8 برامج، مدتها 50 دقيقة، على واحدة من ثماني مباريات كلاسيكو تم لعبها منذ 2015/16 بما في ذلك لقطات لم يسبق مشاهدتها.

### كامبيو دي باندا
يستضيف خوان بابلو فيلاميل ، المغني الرئيسي لفرقة البوب الكولومبية مورات ، هذا البرنامج الحواري الممتع الذي يضم لاعبي كرة قدم مختلفين في LaLiga يجيبون على أسئلته غير التقليدية.

### العروض الخاصة
استحوذت برامج مثل الدوري الإسباني سوبي أو الدوري الإسباني أو الدوري الإسباني أو لاليغا فولفرسجانار أو لاليغا كويداتينكاسا على الشؤون الحالية للمسابقة في أوقات الوباء.

### محتوى آخر
كما يتم تقديم المقابلات والبرامج والتقارير والأفلام الوثائقية حول الرياضات المختلفة مثل ركوب الأمواج والكرة الحديدية والجولف والترياتلون والتنس وكرة السلة والملاكمة والتزلج على الجليد وغيرها.

## روابط خارجية
- الموقع الرسمي